# درازپولک
درازپولک (نام علمی: Longisquama) نام یک سرده از رده خزندگان است.